# Taverniera schimperi
Taverniera schimperi är en ärtväxtart som beskrevs av Hippolyte François Jaubert och Édouard Spach. Taverniera schimperi ingår i släktet Taverniera och familjen ärtväxter. Inga underarter finns listade i Catalogue of Life.